# Vostok 5
Comme les Vostok 3 et 4, les Vostok 5 et Vostok 6 étaient des missions jointes du programme spatial soviétique.
Comme la paire précédente, ils se rapprochèrent l'un de l'autre et établirent une liaison radio.
Le cosmonaute Valeri Bykovski devait à l'origine rester en orbite pendant huit jours, mais les détails de la mission ont changé plusieurs fois en raison de l'activité solaire élevée pendant le vol, et on lui a ordonné de rentrer après seulement cinq jours.
Un problème avec le système de collecte des déchets du vaisseau a rendu les conditions « désagréables » dans la capsule. Le seul autre problème rencontré était, comme pour Vostok 1 et Vostok 2, que le module de retour n'a pas réussi à se séparer nettement du module de service quand il était temps pour Bykovsky de rentrer.
La capsule de retour est désormais exposée au Musée Tsiolkovsky à Kalouga.

## Équipage
- Valeri Bykovski

Remplaçant
- Boris Volynov

## Paramètres de la mission
- Masse : 4 720 kg
- Périgée : 181 km
- Apogée : 235 km
- Inclinaison : 64,9°
- Période : 88,4 minutes
- Identifiant : Ястреб (Yastreb - « Faucon »)